# Energetyka słoneczna

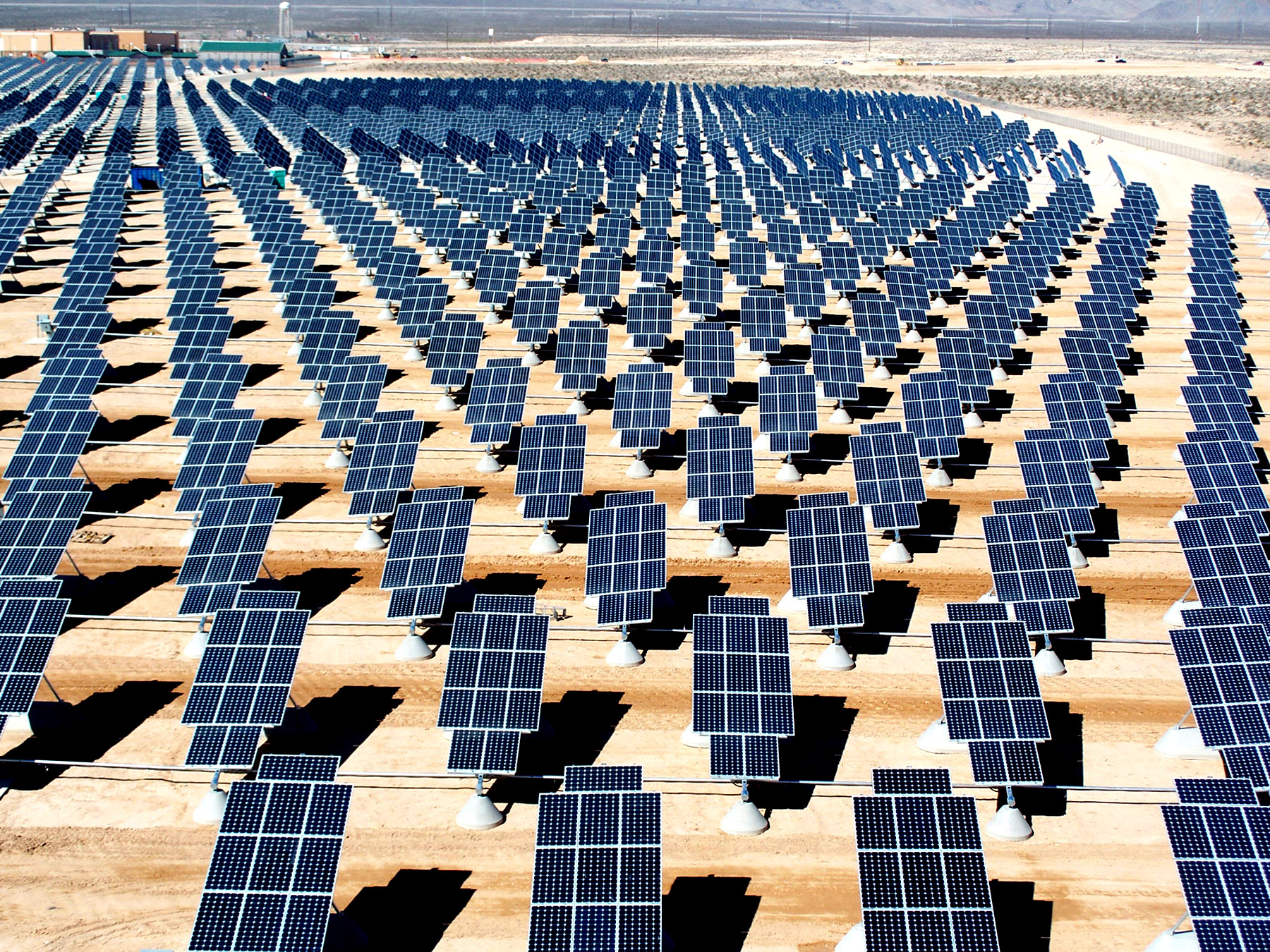
Elektrownia słoneczna Nellis w Stanach Zjednoczonych

Energetyka słoneczna – gałąź przemysłu zajmująca się wykorzystaniem energii promieniowania słonecznego zaliczanej do odnawialnych źródeł energii. Od początku XXI wieku rozwija się w tempie około 40% rocznie. Globalne inwestycje w energię słoneczną w 2014 wyniosły 149,6 mld dolarów. W 2022 roku łączna moc zainstalowanych ogniw słonecznych wynosiła 1053 GW (wzrost o 22% w stosunku do 2021 roku) a wyprodukowały one 1023 TWh (3,5% światowego zapotrzebowania na energię elektryczną).

## Promieniowanie słoneczne

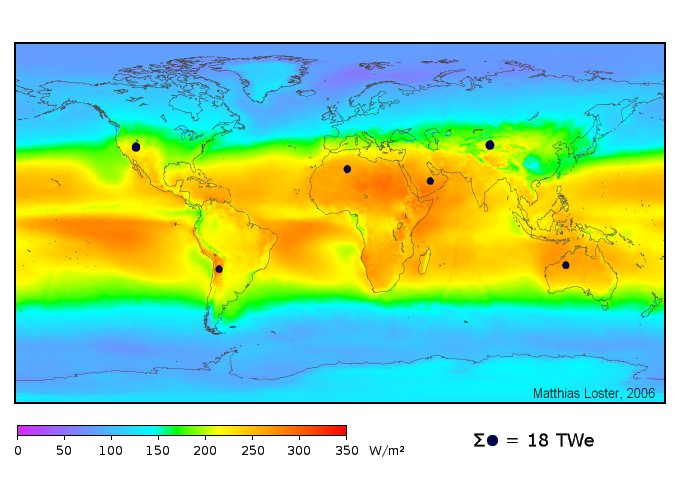
Rozkład nasłonecznienia kuli ziemskiej z uwzględnieniem wpływu atmosfery ziemskiej. Zaczernione obszary (kropki) mogłyby pokryć całkowite światowe zapotrzebowanie na energię pierwotną (18 TW czyli 568 eksadżuli (EJ) rocznie), gdyby zostały pokryte ogniwami o efektywności 8%

Teoretycznie dostępna energia źródeł odnawialnych w porównaniu z aktualnym światowym zapotrzebowaniem

Do górnych warstw atmosfery Ziemi dociera promieniowanie słoneczne o natężeniu promieniowania 1366 W/m² (patrz stała słoneczna). Oznacza to, że całkowita moc docierająca do atmosfery wynosi około 174 petawatów. Około 30% tej mocy jest odbijane w kosmos, a kolejne 20% jest pochłaniane przez atmosferę. Do powierzchni Ziemi dociera około 89 petawatów, co oznacza średnio około 180 W/m². Moc ta nie jest rozmieszczona równomiernie: obszar oświetlony światłem padającym prostopadle do powierzchni może otrzymać do 1000 W/m², natomiast obszary, na których trwa noc, nie otrzymują bezpośrednio nic. Po uśrednieniu cyklu dobowego i rocznego najwięcej energii otrzymują obszary przy równiku, a najmniej obszary okołobiegunowe. Sumaryczna energia, jaka dociera do powierzchni poziomej w ciągu całego roku, wynosi od 600 kWh/(m²*rok) w krajach skandynawskich do ponad 2500 kWh/m²/rok w centralnej Afryce. W Polsce wynosi około 1100 kWh/(m²*rok).
Z 89 petawatów docierających do powierzchni, część jest wykorzystywana przez rośliny i inne organizmy w procesie fotosyntezy, powstająca biomasa odpowiada około 0,05% tej mocy. Zmagazynowana w ten sposób energia jest źródłem zarówno żywności, jak i paliw kopalnych. Całkowita moc uzyskiwana przez przetwarzanie energii słonecznej przez człowieka na inne rodzaje energii to około 10 % energii gromadzonej przez fotosyntezę. Szacuje się, że wszystkie istniejące na Ziemi złoża węgla, ropy naftowej i gazu ziemnego zawierają łącznie około 430 ZJ energii, co odpowiada energii jaka dociera ze Słońca do Ziemi w ciągu 56 dni.
Cała energia promieniowania słonecznego pochłonięta przez Ziemię, bezpośrednio lub pośrednio w różnych procesach, przekształca się w ciepło, a ta jest emitowana w postaci promieniowania podczerwonego w kosmos. 

## Uzyskiwanie energii z promieniowania słonecznego
Chociaż energia słoneczna odnosi się przede wszystkim do wykorzystania promieniowania słonecznego do celów praktycznych, wszystkie rodzaje energii odnawialnej, z wyjątkiem energii geotermalnej i energii pływów, pochodzą bezpośrednio lub pośrednio ze Słońca. W zależności od sposobu, w jaki wychwytują i przekształcają światło słoneczne oraz umożliwiają wykorzystanie jego energii, technologie słoneczne dzieli się na pasywne lub aktywne. Aktywne techniki słoneczne wykorzystują fotowoltaikę, skoncentrowaną energię słoneczną, kolektory słoneczne, do przekształcania światła słonecznego w użyteczną moc wyjściową, pompy i wentylatory do jej przenoszenia. Pasywne techniki słoneczne obejmują wybór materiałów o korzystnych właściwościach termicznych, projektowanie przestrzeni, w których w naturalny sposób energia słoneczna jest wykorzystywana bezpośrednio w miejscu pochłonięcia a także zapewnienie krążenia powietrze ogrzewanego słonecznie, odpowiednie położenie budynku względem nasłonecznienia. Aktywne technologie słoneczne zwiększają podaż energii i są uważane za technologie po stronie podaży, natomiast pasywne technologie słoneczne zmniejszają zapotrzebowanie na energię i są ogólnie uważane za technologie po stronie popytu. 

### Konwersja fotowoltaiczna

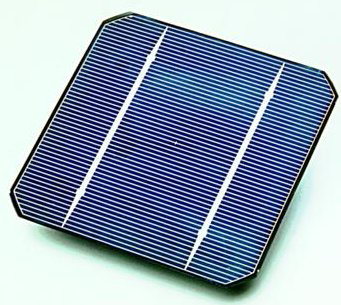
Ogniwo fotowoltaiczne

Ogniwo słoneczne to urządzenie przekształcające bezpośrednio energię promieniowania słonecznego na energię elektryczną, poprzez wykorzystanie półprzewodnikowego złącza typu p-n, w którym pod wpływem fotonów, o energii większej niż szerokość przerwy energetycznej półprzewodnika, elektrony przemieszczają się do obszaru n, a dziury (nośniki ładunku) do obszaru p. Takie przemieszczenie ładunków elektrycznych powoduje pojawienie się różnicy potencjałów, czyli napięcia elektrycznego.
Po raz pierwszy efekt fotowoltaiczny zaobserwował A.C. Becquerel w 1839 r. w obwodzie oświetlonych elektrod umieszczonych w elektrolicie, a obserwacji tego zjawiska na granicy dwóch ciał stałych dokonali 37 lat później W. Adams i R. Day.
Obecnie znanych jest wiele typów materiałów umożliwiających uzyskanie efektu fotowoltaicznego. W przemyśle najczęściej wykorzystywane są ogniwa zbudowane na bazie krzemu monokrystalicznego, ale produkuje się też ogniwa oparte na krzemie polikrystalicznym, krzemie amorficznym, polimerach, tellurku kadmu (CdTe), CIGS i wielu innych. Intensywny rozwój przemysłu fotowoltaicznego w ostatnich latach pociąga za sobą duże zainteresowanie badaniami nad wydajniejszymi i tańszymi ogniwami.

### Konwersja fototermiczna

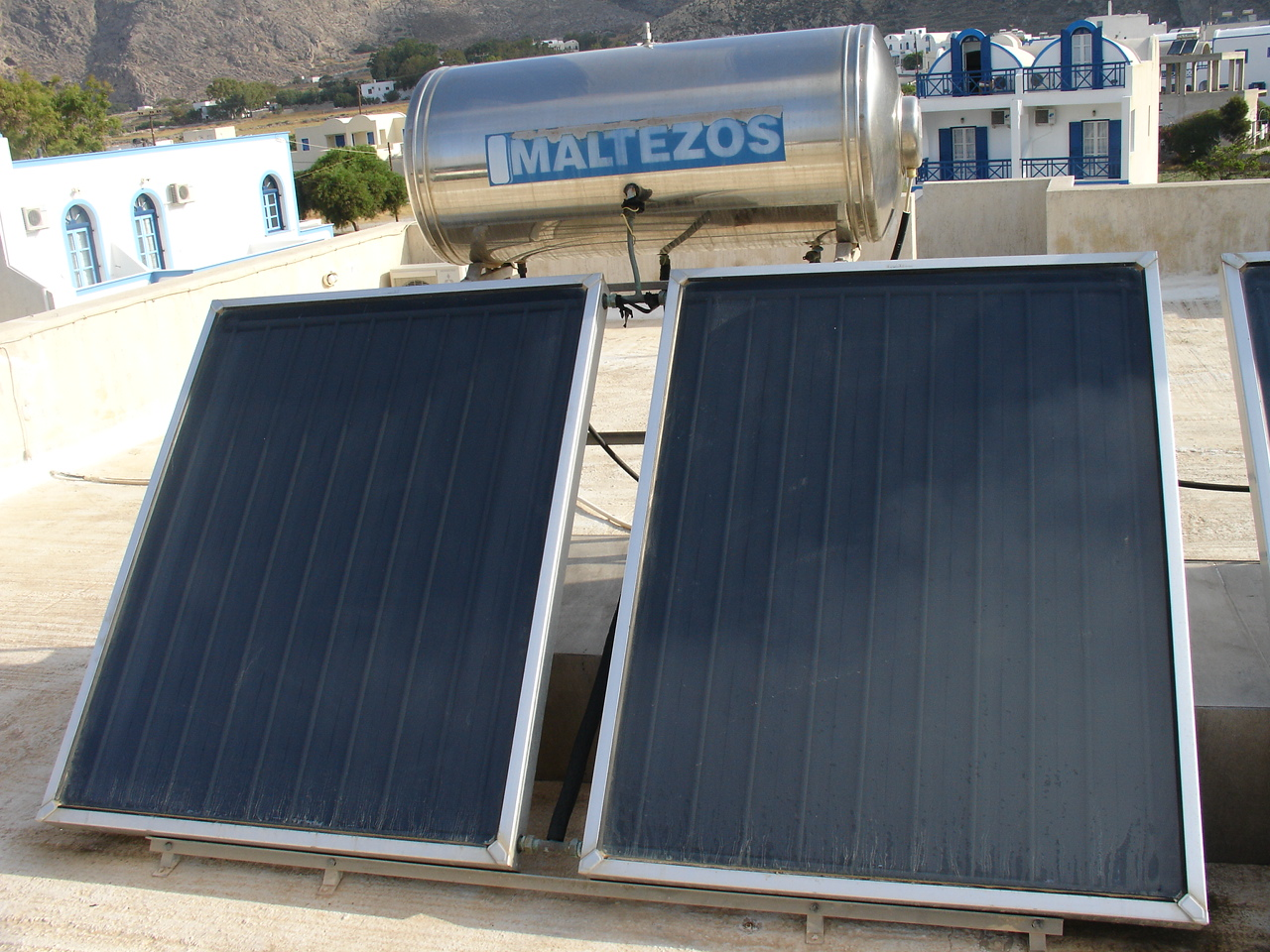
Kolektory słoneczne do ogrzewania wody w Grecji

Konwersja fototermiczna, to bezpośrednia zamiana energii promieniowania słonecznego na energię cieplną. W zależności od tego, czy do dalszej dystrybucji pozyskanej energii cieplnej używa się dodatkowych źródeł energii (na przykład do napędu pomp), wyróżnia się konwersję fototermiczną pasywną oraz aktywną. W przypadku konwersji pasywnej, ewentualny przepływ nośnika ciepła (na przykład powietrza lub ogrzanej wody) odbywa się jedynie w drodze konwekcji. W przypadku konwersji aktywnej, używane są pompy zasilane z dodatkowych źródeł energii.
Konwersja fototermiczna pasywna wykorzystywana jest głównie w małych instalacjach m.in. do pasywnego ogrzewania budynków. Szczególnie efektywną metodą takiego ogrzewania jest ściana Trombe’a. Wykorzystanie różnicy gęstości pomiędzy powietrzem ogrzanym a powietrzem chłodnym pozwala na wymuszenie takiego przepływu ciepła, że do budynku jest zasysane chłodne powietrze z zewnątrz. Urządzeniem wykorzystującym to zjawisko do chłodzenia i wentylacji budynków jest komin słoneczny. Konwersję pasywną wykorzystuje się również w termosyfonowych podgrzewaczach wody, w których kolektor jest niżej od zbiornika ciepłej wody oraz przy suszeniu płodów rolnych.
Konwersja fototermiczna aktywna wykorzystywana jest głównie do podgrzewania wody. Popularne są zarówno zastosowania w domkach jednorodzinnych (2–6 m² kolektorów słonecznych), jak i duże instalacje (o powierzchni kolektorów słonecznych powyżej 500 m²) (ciepłownie) dostarczające ciepłą wodę do budynków wielorodzinnych, dzielnic, czy miasteczek.

### Konwersja fotochemiczna
Metoda fotochemiczna to konwersja energii promieniowania słonecznego na energię chemiczną. Jak dotąd na szeroką skalę nie jest wykorzystywana w technice, ale zachodzi w organizmach żywych i nosi nazwę fotosyntezy. Wydajność energetyczna tego procesu wynosi 19–34%, a w przeliczeniu na energię jaka jest gromadzona w roślinach około 1%, jednak istnieją ogniwa fotoelektrochemiczne dysocjujące wodę pod wpływem światła słonecznego.

### Termoliza wody

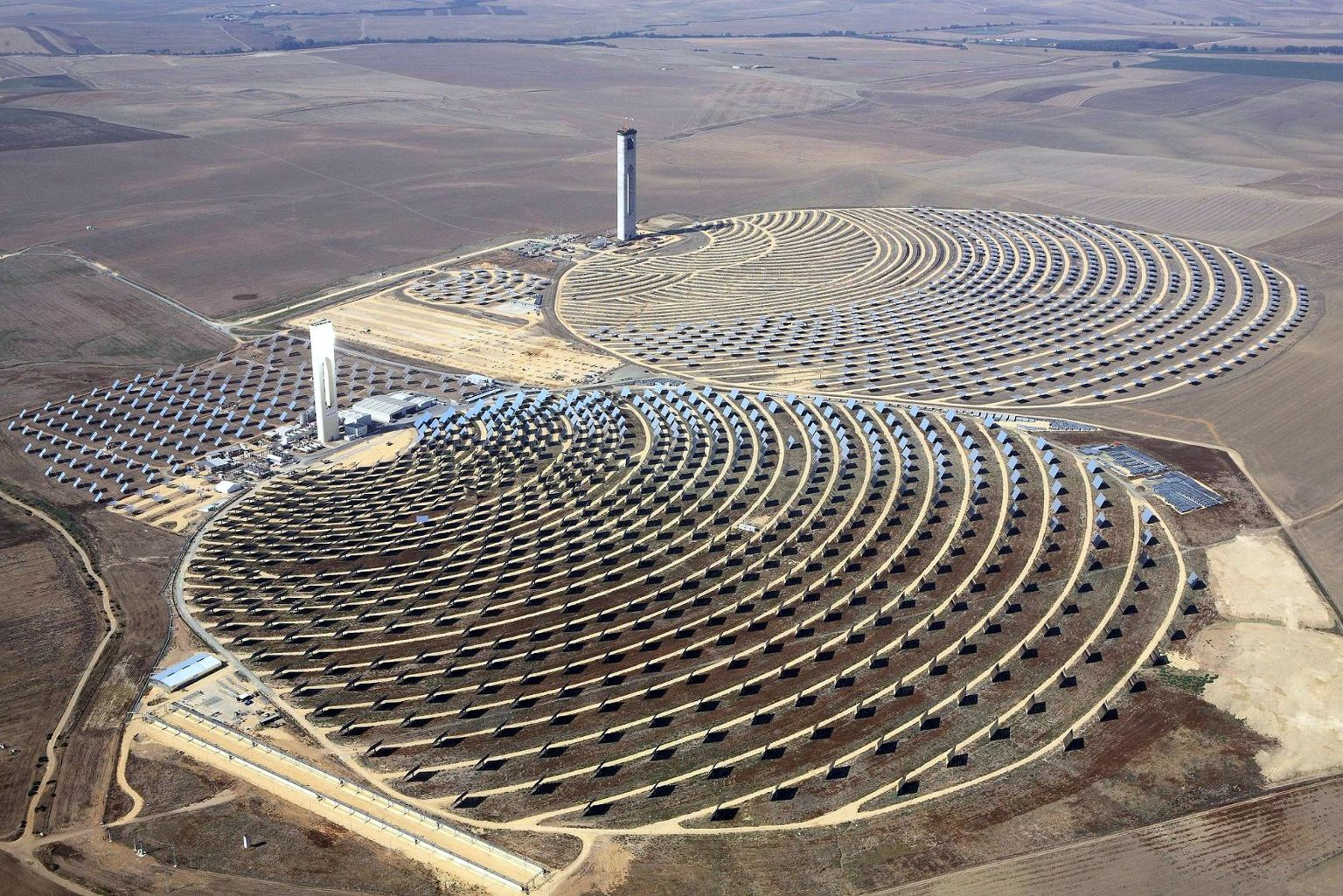
Wieże słoneczne PS10 i PS20 koło Sewilli w Hiszpanii

W wysokich temperaturach (ponad 2500 K) następuje termiczny rozkład pary wodnej na wodór i tlen. Otrzymanie tak wysokiej temperatury jest możliwe dzięki zastosowaniu odpowiednich zwierciadeł skupiających promienie słoneczne, zatem rozbicie wody na wodór i tlen nie stanowi problemu. Trudne jest natomiast rozdzielenie tak powstałych gazów. Przy obniżaniu temperatury następuje bowiem ich ponowne spalenie (powrót do postaci wody). Trwają prace nad efektywnymi metodami rozdzielania wodoru i tlenu w tak wysokiej temperaturze. Pod uwagę brana jest między innymi efuzja możliwa dzięki dużej różnicy mas atomów wodoru i tlenu, oraz użycie wirówek. Konieczność pracy w tak wysokiej temperaturze powoduje duże straty energii, wysokie koszty budowy urządzeń, ich szybkie zużywanie się i małą sprawność.

### Wieże słoneczne
Wieża słoneczna to bardzo wysoki komin słoneczny, w którym energię ruchu powietrza przekształca się na energię elektryczną za pomocą turbiny wiatrowej połączonej z generatorem.

## Zastosowanie energii słonecznej

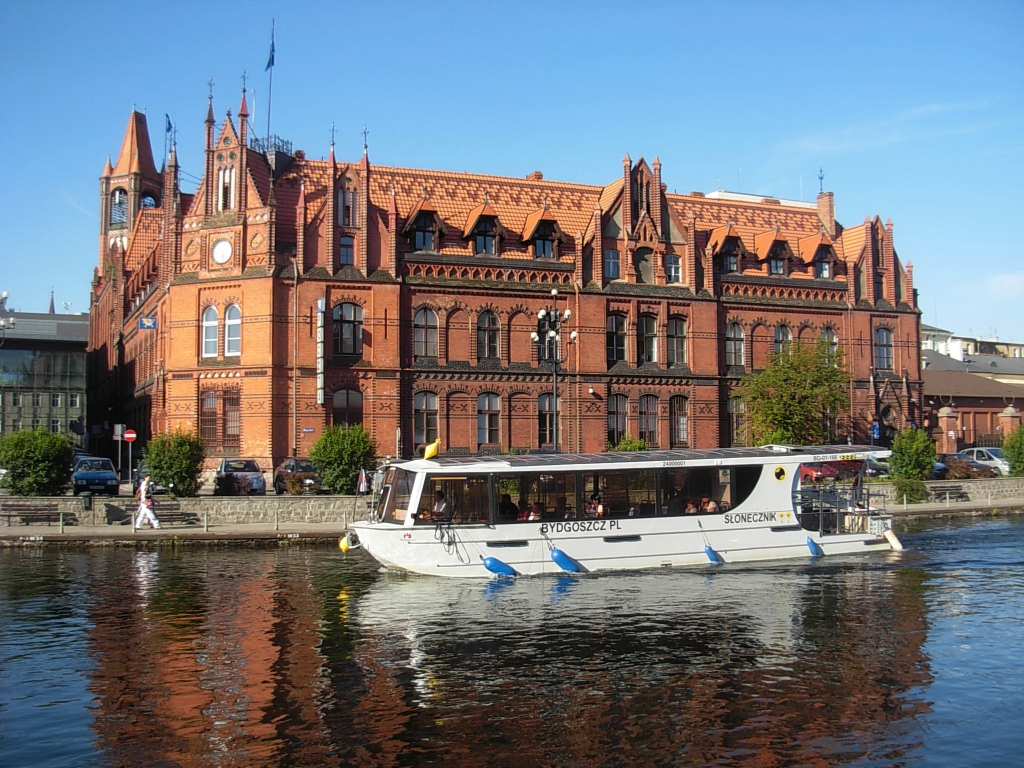
Zasilany energią słoneczną Tramwaj Wodny na Brdzie w centrum Bydgoszczy

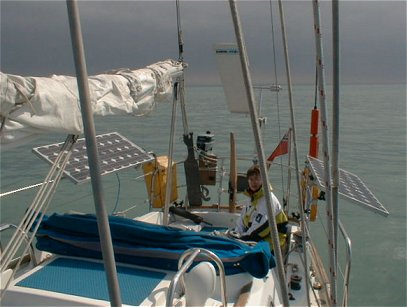
Zasilanie akumulatora jachtu za pomocą ogniwa fotowoltaicznego

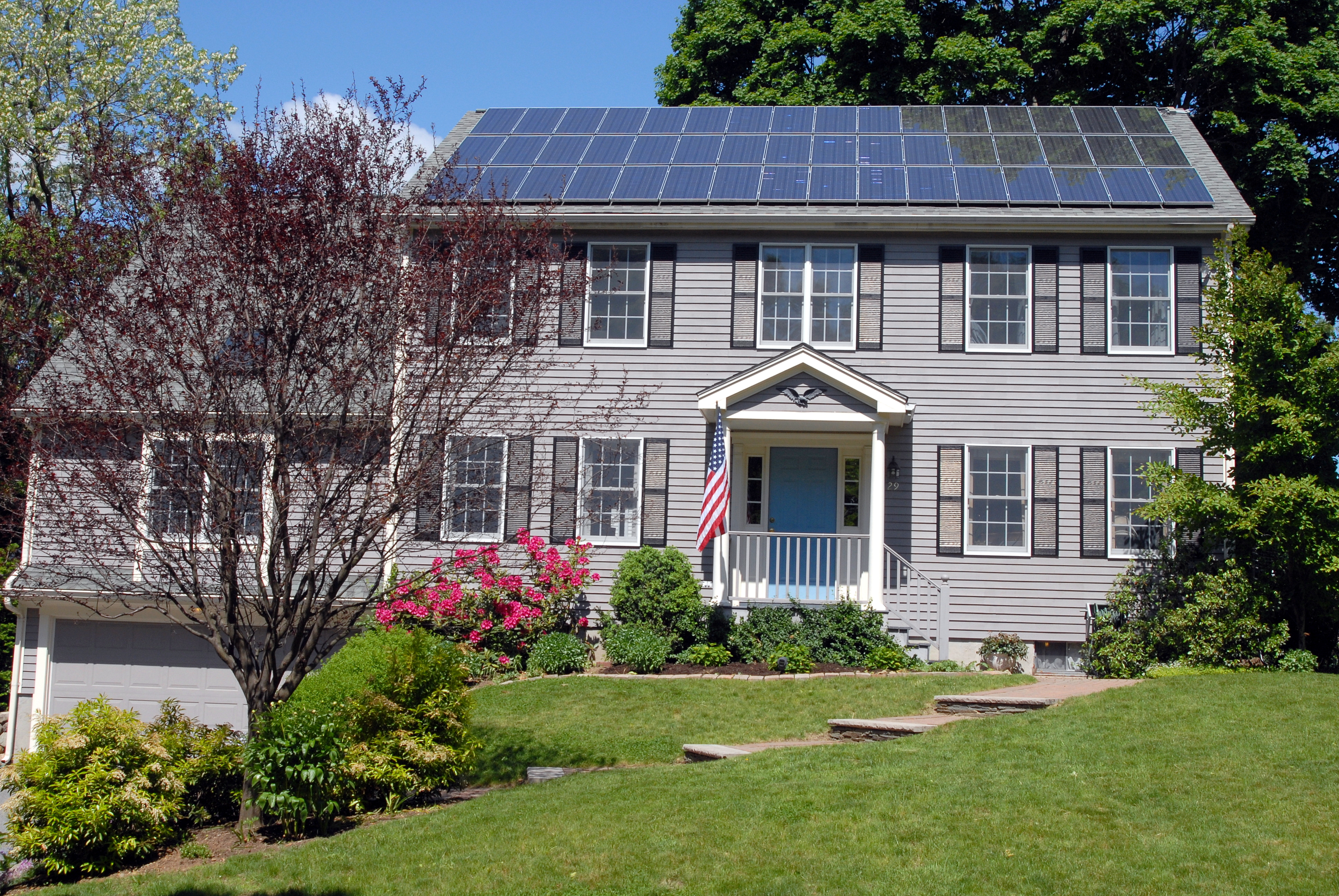
Zastosowanie ogniw fotowoltaicznych do zasilania budynku

### Skala indywidualna
Ponieważ koszty otrzymywania energii elektrycznej ze światła słonecznego były zawsze wielokrotnie wyższe niż przy wykorzystaniu innych źródeł energii, przez długi czas była ona stosowana jedynie tam, gdzie ich wykorzystanie było bardzo utrudnione lub niemożliwe. Przykładem takich zastosowań były:
- urządzenia przenośne wymagające niewielkich ilości energii, np. kalkulatory, zegarki elektroniczne,
- trudno dostępne miejsca, gdzie doprowadzenie linii elektrycznej byłoby nieopłacalne, np. domy stojące pojedynczo, kamery monitorujące, fotoradary,
- pojazdy, w których wykorzystanie innych źródeł energii byłoby nieopłacalne, np. sztuczne satelity, jachty żaglowe, wozy kempingowe.

Energetykę słoneczną wykorzystuje się coraz powszechniej. Związane jest to, między innymi ze spadkiem cen (200-krotnym w latach 1977–2015 – patrz „ekonomika” poniżej), z większą dostępnością technologii, programami dofinansowania instalacji tego typu urządzeń, rosnącą świadomością ekologiczną oraz wzrostem cen energii pochodzącej z tradycyjnych źródeł. Na rynku pojawiły się również nowe rozwiązania łączące tradycyjne źródła energii (np. LPG) z energią słoneczną, które umożliwiają uniezależnienie się od negatywnych warunków atmosferycznych (np. w czasie zimy).

### Skala przemysłowa

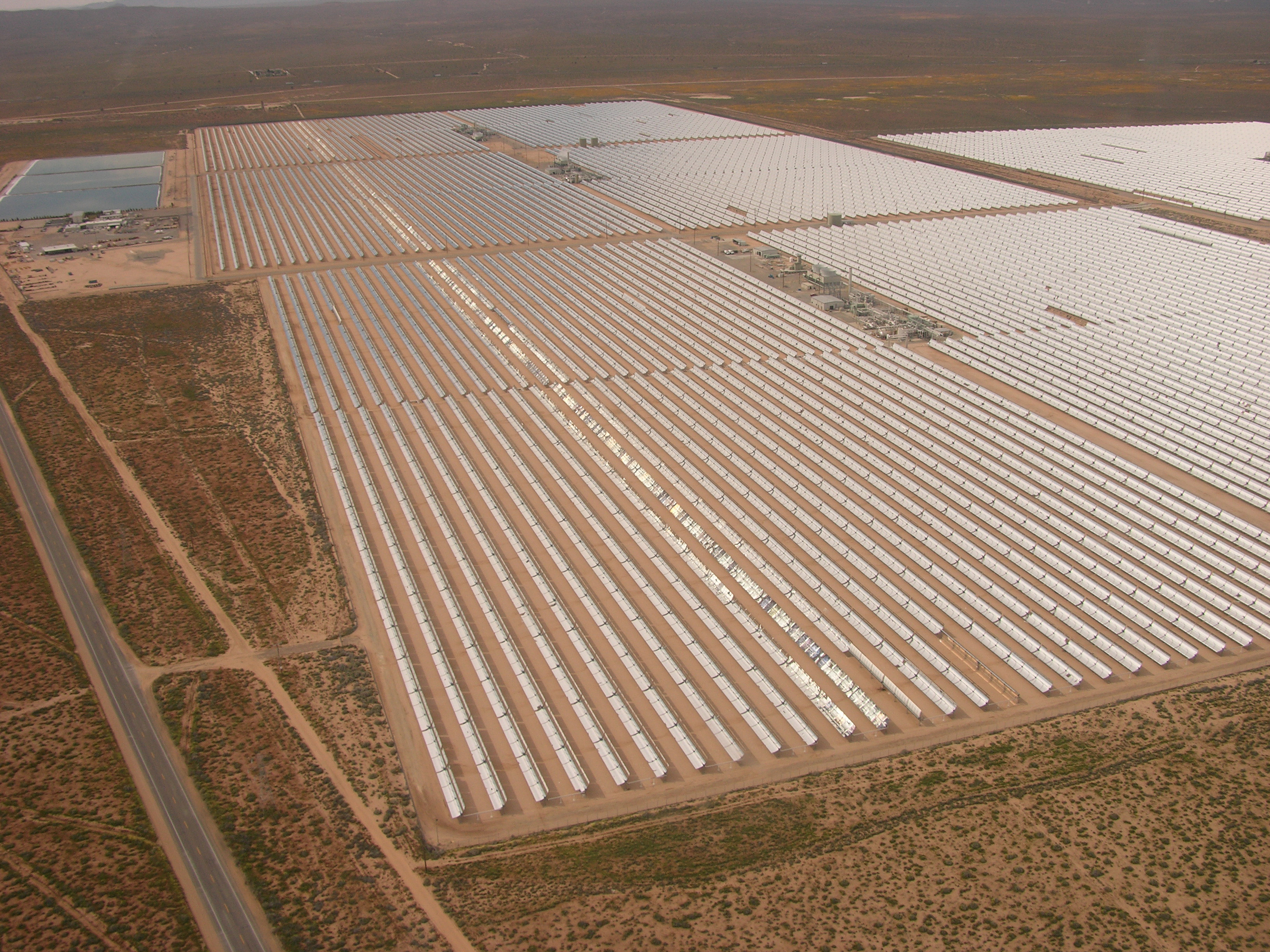
Widok na elektrownię słoneczną SEGS III–VII, Kramer Junction, CA, USA

Kraje o największym wykorzystaniu energii słonecznej w latach 2004-2013

Od początku XXI wieku różne państwa zaczęły wprowadzać subwencje na budowę przemysłowych instalacji słonecznych: min. Niemcy, Czechy, Francja, Grecja, Włochy, Hiszpania, Wielka Brytania, Słowacja, Serbia, Bułgaria, Chiny, Tajwan, Indie, Korea Południowa. Wywołało to gwałtowny rozwój fotowoltaiki przemysłowej. Od 2000 roku produkcja ogniw fotowoltaicznych na świecie rozwija się w tempie około 40% rocznie. W 2000 roku wyprodukowano ogniwa o łącznej mocy 277 MW, w 2005 o łącznej mocy 1782 MW, a w 2010 o łącznej mocy 24 047 MW.
Poniższa tabela przedstawia sumaryczną moc ogniw fotowoltaicznych w poszczególnych krajach w MW:
| Region            | 2008   | 2009   | 2010   | 2011   | 2012    | 2013    | 2014    | 2015    | 2016    | 2017    | 2018    | Wzrost 2018/2017 | Udział |
| ----------------- | ------ | ------ | ------ | ------ | ------- | ------- | ------- | ------- | ------- | ------- | ------- | ---------------- | ------ |
| Chiny             | 140    | 300    | 800    | 3300   | 7000    | 17639   | 28199   | 43480   | 78070   | 130816  | 175032  | 33.8%            | 35.9%  |
| Japonia           | 2144   | 2627   | 3618   | 4914   | 6632    | 13599   | 23300   | 35400   | 42750   | 49040   | 55500   | 13.2%            | 11.4%  |
| Stany Zjednoczone | 1169   | 1616   | 2534   | 3910   | 7328    | 12079   | 18280   | 25600   | 40300   | 43031   | 51450   | 19.6%            | 10.5%  |
| Niemcy            | 6120   | 10566  | 17900  | 25400  | 33000   | 36300   | 38200   | 39700   | 41275   | 42339   | 45932   | 8.5%             | 9.4%   |
| Włochy            | 458    | 1181   | 3502   | 12803  | 16454   | 18074   | 18460   | 18900   | 19279   | 19688   | 20126   | 2.2%             | 4.1%   |
| Indie             | 71     | 101    | 161    | 481    | 1176    | 2320    | 3062    | 5062    | 9010    | 9647    | 17873   | 85.3%            | 3.7%   |
| Wielka Brytania   | 23     | 26     | 70     | 976    | 1747    | 2780    | 5228    | 9070    | 11727   | 12776   | 13108   | 2.6%             | 2.7%   |
| Australia         | 105    | 188    | 571    | 1377   | 2407    | 3226    | 4136    | 5065    | 5488    | 5993    | 9769    | 63.0%            | 2.0%   |
| Francja           | 186    | 335    | 1054   | 2974   | 4090    | 4733    | 5660    | 6557    | 7130    | 8610    | 9483    | 10.1%            | 1.9%   |
| Korea Południowa  | 358    | 524    | 656    | 812    | 1025    | 1475    | 2384    | 3408    | 4350    | 5835    | 7862    | 34.7%            | 1.6%   |
| Hiszpania         | 3635   | 3698   | 4110   | 4897   | 5216    | 5333    | 5358    | 5432    | 5490    | 7029    | 7048    | 0.3%             | 1.4%   |
| Turcja            | 4      | 5      | 6      | 7      | 12      | 19      | 41      | 250     | 834     | 3422    | 5064    | 48.0%            | 1.0%   |
| Holandia          | 57     | 68     | 99     | 150    | 363     | 737     | 1098    | 1405    | 2100    | 2903    | 4150    | 43.0%            | 0.9%   |
| Belgia            | 108    | 627    | 1055   | 2057   | 2768    | 3009    | 3074    | 3251    | 3422    | 3610    | 4026    | 11.5%            | 0.8%   |
| Kanada            | 33     | 95     | 281    | 558    | 766     | 1211    | 1900    | 2504    | 2715    | 2873    | 3113    | 8.4%             | 0.6%   |
| Południowa Afryka | 0      | 12     | 40     | 68     | 75      | 122     | 920     | 1120    | 2174    | 2486    | 2959    | 19.0%            | 0.6%   |
| Tajlandia         | 33     | 43     | 49     | 243    | 388     | 824     | 1299    | 1420    | 2150    | 2702    | 2725    | 0.8%             | 0.6%   |
| Grecja            | 18     | 55     | 205    | 624    | 1536    | 2579    | 2595    | 2606    | 2611    | 2606    | 2652    | 1.8%             | 0.5%   |
| Szwajcaria        | 48     | 74     | 111    | 211    | 440     | 756     | 1076    | 1361    | 1640    | 1906    | 2246    | 17.8%            | 0.5%   |
| Chile             | 0      | 0      | 0      | 0      | 0       | 3       | 368     | 848     | 1125    | 1809    | 2137    | 18.1%            | 0.4%   |
| Czechy            | 64     | 462    | 1952   | 1959   | 2072    | 2132    | 2134    | 2075    | 2073    | 2070    | 2078    | 0.4%             | 0.4%   |
| Austria           | 32     | 53     | 96     | 187    | 360     | 626     | 766     | 937     | 1096    | 1269    | 1431    | 12.8%            | 0.3%   |
| Rumunia           | 0      | 0      | 0      | 3      | 49      | 1022    | 1293    | 1325    | 1372    | 1374    | 1377    | 0.2%             | 0.3%   |
| Izrael            | 3      | 25     | 70     | 190    | 237     | 481     | 731     | 881     | 872     | 975     | 1076    | 10.4%            | 0.2%   |
| Bułgaria          | 1      | 7      | 35     | 141    | 1010    | 1020    | 1022    | 1036    | 1028    | 1036    | 1036    | 0.0%             | 0.2%   |
| Dania             | 3      | 5      | 7      | 17     | 379     | 563     | 603     | 783     |         |         |         |                  |        |
| Słowacja          | 0      | 0      | 148    | 508    | 543     | 588     | 590     | 600     |         |         |         |                  |        |
| Portugalia        | 68     | 102    | 123    | 158    | 226     | 281     | 391     | 454     |         |         |         |                  |        |
| Meksyk            | 22     | 25     | 31     | 37     | 55      | 112     | 176     | 282     |         |         |         |                  |        |
| Malezja           | 9      | 11     | 13     | 14     | 36      | 73      | 160     | 231     |         |         |         |                  |        |
| Szwecja           | 8      | 9      | 11     | 16     | 24      | 43      | 79      | 130     |         |         |         |                  |        |
| Finlandia         | 4      | 5      | 7      | 8      | 9       | 10      | 14      | 19      |         |         |         |                  |        |
| Norwegia          | 8      | 9      | 9      | 10     | 10      | 11      | 13      | 15      |         |         |         |                  |        |
| Świat             | 16 063 | 24 263 | 41 330 | 71 218 | 102 076 | 140 150 | 180 396 | 230 606 | 301 473 | 392 263 | 487 829 | 24.4%            | 100.0% |
| Wzrost w roku     | +73%   | +51%   | +70%   | +72%   | +43%    | +37%    | +29%    | +28%    | +33%    | +30%    | +24%    |                  |        |

## Ekonomika

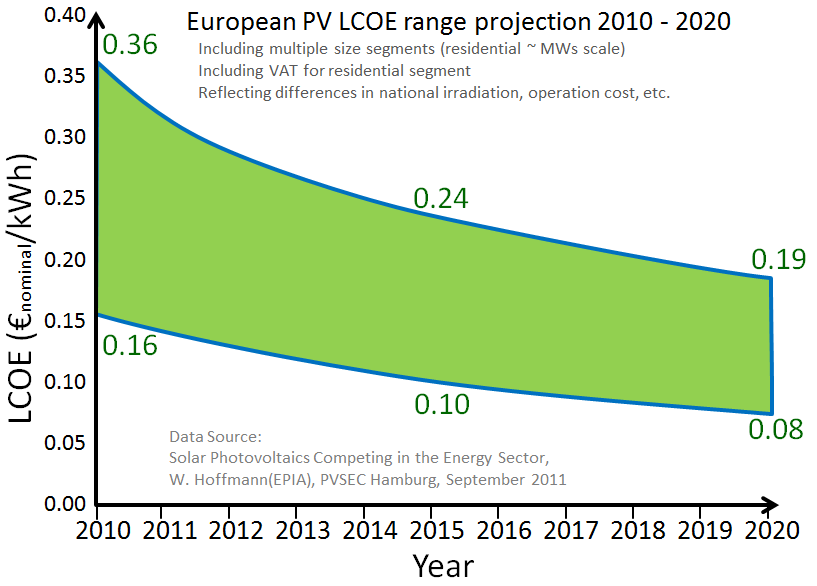
Przewidywany koszt energii z instalacji fotowoltaicznych w Europie w latach 2010-2020

Spadek cen krzemowych ogniw fotowoltaicznych w latach 1977-2015

Z raportu instytutu Fraunhofer ISE (należącego do Fraunhofer-Gesellschaft) wynika, że w 2025 roku fotowoltaika będzie najtańszym źródłem energii. Koszt energii pozyskanej z paneli słonecznych w krajach środkowej i południowej Europy będzie wynosił ok. 4-6 eurocentów/kWh, zaś ok. 2050 roku 2-4 eurocenty/kWh. Zgodnie z prawem Swansona każde podwojenie zdolności produkcyjnych przemysłu solarnego powoduje spadek ceny ogniw fotowoltaicznych o 20%. W latach 1977 – 2015 ceny ogniw spadły 200-krotnie – z 76,67 USD/wat do poziomu 0,36 USD/wat, powodując dynamiczny rozwój tego sektora przemysłu.
Dynamiczny wzrost zainstalowanej mocy spowodował szybki spadek cen ogniw fotowoltaicznych. W styczniu 2002 roku średnia cena ogniw wynosiła około 5,5 USD/wat, w styczniu 2012 roku wynosiła 2,3 USD/wat, w marcu 2015 roku 0,28-0,36$/wat, w grudniu 2019 roku 0,08-0,16$/wat.
W ekonomice energetyki słonecznej ważny jest aspekt zapewniania maksymalnej wielkości wyprodukowanej energii w najwyższych letnich „pikach” jej zużycia, związanych z masowym wykorzystaniem klimatyzacji, gdy energia w systemie energetycznym jest najdroższa. W ten sposób energia słoneczna zapobiega tzw. letnim „blackoutom”.
W 2012 roku, mimo ograniczenia finansowego wsparcia dla sektora solarnego, w Niemczech zainstalowano rekordową moc ogniw słonecznych – 7600 MW, dając całkowitą moc 32 000 MW dla tego źródła odnawialnego. W Unii Europejskiej instalacje solarne w Hiszpanii, południowych Włoszech, Holandii i w Niemczech osiągają już parytet sieci, czyli stają się konkurencyjne wobec energetyki konwencjonalnej. W kolejnych latach, ze względu na spadek cen energii odnawialnej, parytet sieci będzie obejmował kolejne kraje UE.